# Seznam svazů skalní a suťové vegetace v Česku
Seznam svazů skalní a suťové vegetace v Česku je zpracován (včetně pojetí syntaxonů) dle publikace Chytrý a kol. (2009) a představuje přehled svazů (typů rostlinných společenstev) řazených do skalní a suťové vegetace na území Česka.
Přehled je zpracován pomocí fytocenologických jednotek hlavní úrovně (ranku), kdy nejnižší hlavní jednotkou je asociace, jí nadřazený je pak svaz, nad svazem je řád (pro zjednodušení nejsou zde řády uvedeny) a nejvyšší jednotkou je třída. Vědecký název syntaxonu se řídí podle závazných pravidel, která jsou uvedena v mezinárodním kódu fytocenologické nomenklatury. Český název je pak pouze co nejstručnější a zároveň nejvýstižnějším popisem této vegetace a nepodléhá takovým závazným pravidlům. Celý tento seznam se ovšem vztahuje pouze na území České republiky. Proto zde uvedené třídy (nebo jiné jednotky) mají často další podřazené syntaxony, které zde nejsou uvedeny, protože se vyskytují pouze mimo ČR.

## TřídaAsplenietea trichomanis–Vegetace skal, zdí a stabilizovaných sutí
| Fotografie | Český název                                                  | Odborný název                  | Galerie na Commons                                          | Asociace v rámci tohoto svazu |
| ---------- | ------------------------------------------------------------ | ------------------------------ | ----------------------------------------------------------- | --- |
|            | Štěrbinová vegetace bazických skal                           | svaz Cystopteridion            | Kategorie „Cystopteridion “ na Wikimedia Commons            | - Cystopteridetum fragilis – Vegetace stinných vápencových skal s puchýřníkem křehkým a sleziníkem zeleným - Asplenietum rutae-murario-trichomanis – Vegetace výslunných vápencových skal se sleziníkem routičkou |
|            | Štěrbinová vegetace hadcových skal                           | svaz Asplenion cuneifolii      | Kategorie „Asplenion cuneifolii “ na Wikimedia Commons      | - Asplenietum cuneifolii – Vegetace hadcových skal se sleziníkem hadcovým a sleziníkem nepravým - Notholaeno marantae-Sempervivetum hirti – Vegetace hadcových skal s podmrvkou hadcovou |
|            | Štěrbinová vegetace kyselých skal                            | svaz Asplenion septentrionalis | Kategorie „Asplenion septentrionalis “ na Wikimedia Commons | - Woodsio ilvensis-Asplenietum septentrionalis – Vegetace výslunných silikátových skal se sleziníkem severním a kapradinkou skalní - Festuco pallentis-Saxifragetum rosaceae – Vegetace skal a sutí s lomikamenem trsnatým - Asplenio trichomanis-Polypodietum vulgaris – Vegetace stinných silikátových skal s osladičem obecným |
|            | Vegetace silikátových sutí v subalpínském a alpínském stupni | svaz Androsacion alpinae       | Kategorie „Androsacion alpinae “ na Wikimedia Commons       | - Cryptogrammetum crispae – Vegetace subalpínských a alpínských silikátových sutí s jinořadcem kadeřavým |

## TřídaCymbalario muralis-Parietarietea judaicae–Nitrofilní vegetace zdí
| Fotografie | Český název             | Odborný název                     | Galerie na Commons                                             | Asociace v rámci tohoto svazu                                                                                       |
| ---------- | ----------------------- | --------------------------------- | -------------------------------------------------------------- | --- |
|            | Nitrofilní vegetace zdí | svaz Cymbalario muralis-Asplenion | Kategorie „Cymbalario muralis-Asplenion “ na Wikimedia Commons | - Cymbalarietum muralis – Vegetace zdí se zvěšincem zedním - Corydalidetum luteae – Vegetace zdí s dymnivkou žlutou |

## TřídaThlaspietea rotundifolii–Vegetace pohyblivých sutí
| Fotografie | Český název              | Odborný název              | Galerie na Commons                                     | Asociace v rámci tohoto svazu |
| ---------- | ------------------------ | -------------------------- | ------------------------------------------------------ | --- |
|            | Vegetace vápnitých sutí  | svaz Stipion calamagrostis | Kategorie „Stipion calamagrostis“ na Wikimedia Commons | - Gymnocarpietum robertiani – Vegetace bazických osypů s bukovincem vápencovým - Galeopsietum angustifoliae – Vegetace bazických osypů s jednoletými druhy - Teucrio botryos-Melicetum ciliatae – Vegetace vápencových osypů se strdivkou brvitou |
|            | Acidofilní vegetace sutí | svaz Galeopsion            | Kategorie „Galeopsion“ na Wikimedia Commons            | - Senecioni sylvatici-Galeopsietum ladani – Vegetace silikátových osypů s jednoletými druhy |